# Eleição municipal de Santa Maria em 2016
A eleição municipal da cidade brasileira de Santa Maria ocorreu em 2 de outubro de 2016 para eleger um prefeito, um vice-prefeito e 21 vereadores para a administração da cidade gaúcha. O prefeito titular é Cezar Schirmer, do PMDB, que, devido a lei eleitoral vigente, não pode concorrer a um terceiro mandato consecutivo. As movimentações pré-campanha ocorrem num contexto de crise política envolvendo um pedido de impeachment do segundo mandato da presidente Dilma Rousseff, do PT.
Como nenhum dos postulantes à prefeitura alcançou a margem mínima de 50% acrescido de mais um voto nominal, foi realizado um segundo turno em 30 de outubro, culminando na vitória do deputado estadual Jorge Pozzobom, do Partido da Social Democracia Brasileira (PSDB).

## Regras
No decorrer do ano de 2015, o Congresso Nacional aprovou uma reforma política, que fez consideráveis alterações na legislação eleitoral. O período oficial das campanhas eleitorais foi reduzido para 45 dias, com início em 16 de agosto, o que configurou em uma diminuição pela metade do tempo vigente até 2012. O horário político também foi reduzido, passando de 45 para 35 dias, com início em 26 de agosto. As empresas passaram a ser proibidas de financiarem campanhas, o que só poderá ser feito por pessoas físicas.
A Constituição estabeleceu uma série de requisitos para os candidatos a cargos públicos eletivos. Entre eles está a idade mínima de 21 anos para candidatos ao Executivo e 18 anos ao Legislativo, nacionalidade brasileira, pleno exercício dos direitos políticos, pelo menos um ano de domicílio eleitoral na cidade onde pretende candidatar-se, alfabetização e filiação partidária até o dia 2 de abril de 2016.
A propaganda eleitoral gratuita em Santa Maria começou a ser exibida em 26 de agosto e terminou em 29 de setembro. Segundo a lei eleitoral em vigor, caso o candidato mais votado receber menos de 50% +1 dos votos, é estabelecido o sistema de dois turnos; com a confirmação desta hipótese, a propaganda eleitoral gratuita voltou a ser exibida em 15 de outubro e terminou em 28 de outubro.

## Candidatos
O prazo para os partidos políticos realizarem as convenções partidárias destinadas à definição de coligações e escolha dos candidatos aos cargos de prefeito, vice-prefeito e vereador iniciou em 20 de julho e encerrou no dia 5 de agosto. Já o prazo para protocolar o registro de candidatura dos escolhidos nas convenções se encerrou em 15 de agosto. Nesta eleição, oito partidos lançaram candidatos à prefeitura santa-mariense.
|  | Nº | Candidato(a) a prefeito | Candidato(a) a prefeito | Candidato(a) a vice-prefeito | Candidato(a) a vice-prefeito | Coligação | Duração da propaganda eleitoral |
|  | -- | ----------------------- | ----------------------- | ---------------------------- | ---------------------------- | --- | ------------------------------- |
|  | 50 |                         | Alcir Martins (PSOL)    |                              | Israel Tischler (PSOL)       | Partido não coligado - Partido Socialismo e Liberdade (PSOL) | 12 segundos                     |
|  | 40 |                         | Fabiano Pereira (PSB)   |                              | Magali Marques Rocha (PMDB)  | "Santa Maria que olha pra frente" - Partido Socialista Brasileiro (PSB) - Partido do Movimento Democrático Brasileiro (PMDB) - Partido Social Democrático (PSD) - Partido Trabalhista Brasileiro (PTB) - Partido Popular Socialista (PPS) - Rede Sustentabilidade (REDE) - Partido Verde (PV) - Partido da Mobilização Nacional (PMN) | 3 minutos e 27 segundos         |
|  | 77 |                         | Jader Toledo (SD)       |                              | Adão Lemos (PSC)             | "Uma nova história para Santa Maria" - Solidariedade (SD) - Partido Social Cristão (PSC) - Partido Republicano Brasileiro (PRB) - Partido Trabalhista Nacional (PTN) - Partido Social Liberal (PSL) - Partido Renovador Trabalhista Brasileiro (PRTB) - Partido Trabalhista Cristão (PTC)                                             | 1 minuto e 8 segundos           |
|  | 45 |                         | Jorge Pozzobom (PSDB)   |                              | Sérgio Roberto Cechin (PP)   | "Agora é a vez da mudança" - Partido da Social Democracia Brasileira (PSDB) - Partido Progressista (PP) - Democratas (DEM) - Partido da República (PR) - Partido Republicano da Ordem Social (PROS) | 2 minutos e 58 segundos         |
|  | 12 |                         | Marcelo Bisogno (PDT)   |                              | Ewerton Falk (PDT)           | Partido não coligado - Partido Democrático Trabalhista (PDT) | 28 segundos                     |
|  | 16 |                         | Paulo Weller (PSTU)     |                              | Alda Olivier (PSTU)          | Partido não coligado - Partido Socialista dos Trabalhadores Unificado (PSTU) | 7 segundos                      |
|  | 13 |                         | Valdeci Oliveira (PT)   |                              | Helen Cabral (PT)            | "Trabalho de Verdade" - Partido dos Trabalhadores (PT) - Partido Comunista do Brasil (PCdoB) - Partido Humanista da Solidariedade (PHS) | 1 minuto e 35 segundos          |
|  | 54 |                         | Werner Rempel (PPL)     |                              | Eduardo Crisóstomo (PPL)     | Partido não coligado - Partido Pátria Livre (PPL) | 7 segundos                      |

## Resultados

### Prefeito
| Candidato(a)           | Vice                        | 1º turno 2 de outubro de 2016 | 1º turno 2 de outubro de 2016 | 2º turno 30 de outubro de 2016 | 2º turno 30 de outubro de 2016 |
| Candidato(a)           | Vice                        | Total                         | Percentagem                   | Total                          | Percentagem                    |
| ---------------------- | --------------------------- | ----------------------------- | ----------------------------- | ------------------------------ | ------------------------------ |
| Jorge Pozzobom (PSDB)  | Sérgio Roberto Cechin (PP)  | 43.037                        | 29,20%                        | 73.003                         | 50,08%                         |
| Valdeci Oliveira (PT)  | Helen Cabral (PT)           | 43.746                        | 29,68%                        | 72.777                         | 49,92%                         |
| Fabiano Pereira (PSB)  | Magali Marques Rocha (PMDB) | 20.290                        | 13,77%                        | Não participaram               | Não participaram               |
| Jader Toledo (SD)      | Adão Lemos (PSC)            | 19.487                        | 13,22%                        | Não participaram               | Não participaram               |
| Marcelo Bisogno (PDT)  | Ewerton Falk (PDT)          | 12.515                        | 8,49%                         | Não participaram               | Não participaram               |
| Werner Rempel (PPL)    | Eduardo Crisóstomo (PPL)    | 6.917                         | 4,69%                         | Não participaram               | Não participaram               |
| Alcir Martins (PSOL)   | Israel Tischler (PSOL)      | 1.224                         | 0,83%                         | Não participaram               | Não participaram               |
| Paulo Weller (PSTU)    | Alda Olivier (PSTU)         | 178                           | 0,12%                         | Não participaram               | Não participaram               |
| Total de votos válidos | Total de votos válidos      | 147.394                       | 91,76%                        | 145.780                        | 92,28%                         |
| → Votos em branco      | → Votos em branco           | 6.444                         | 4,01%                         | 5.470                          | 3,46%                          |
| → Votos nulos          | → Votos nulos               | 6.796                         | 4,23%                         | 6.731                          | 4,26%                          |
| Total                  | Total                       | 160.634                       | 79,11%                        | 157.981                        | 77,81%                         |
| Abstenções             | Abstenções                  | 42.409                        | 20,89%                        | 45.062                         | 22,19%                         |
| Total de inscritos     | Total de inscritos          | 203.043                       | 100%                          | 203.043                        | 100%                           |

| Partido | Partido | Candidato        | Votos   | Votos (%) |
| ------- | ------- | ---------------- | ------- | --------- |
|         | PT      | Valdeci Oliveira | 43 746  | 29,68%    |
|         | PSDB    | Jorge Pozzobom   | 43 037  | 29,2%     |
|         | PSB     | Fabiano Pereira  | 20 290  | 13,77%    |
|         | SD      | Jader Toledo     | 19 487  | 13,22%    |
|         | PDT     | Marcelo Bisogno  | 12 515  | 8,49%     |
|         | PPL     | Werner Rempel    | 6 917   | 4,69%     |
|         | PSOL    | Alcir Martins    | 1 224   | 0,83%     |
|         | PSTU    | Paulo Weller     | 178     | 0,12%     |
| Totais  | Totais  | Totais           | 147 394 |           |

| Partido | Partido | Candidato        | Votos   | Votos (%) |
| ------- | ------- | ---------------- | ------- | --------- |
|         | PSDB    | Jorge Pozzobom   | 73 003  | 50,08%    |
|         | PT      | Valdeci Oliveira | 72 777  | 49,92%    |
| Totais  | Totais  | Totais           | 145 780 |           |

### Vereadores
| Candidato(a)          | Partido | Nº    | Votação | Votação     |
| Candidato(a)          | Partido | Nº    | Total   | Porcentagem |
| --------------------- | ------- | ----- | ------- | ----------- |
| Luciano Zanini Guerra | PT      | 13637 | 4.215   | 2,97%       |
| Marion Mortari        | PSD     | 55123 | 3.568   | 2,52%       |
| Admar Pozzobom        | PSDB    | 45678 | 3.439   | 2,43%       |
| Luci Duartes          | PDT     | 12012 | 2.923   | 2,06%       |
| Valdir Oliveira       | PT      | 13713 | 2.564   | 1,81%       |
| Alexandre Vargas      | PRB     | 10300 | 2.552   | 1,80%       |
| Vanderlei Araújo      | PP      | 11011 | 2.518   | 1,78%       |
| Ricardo Vargas        | PSDB    | 45190 | 2.488   | 1,76%       |
| Adelar Vargas         | PMDB    | 15444 | 2.463   | 1,74%       |
| Juliano Soares        | PSDB    | 45000 | 2.271   | 1,60%       |
| Celita da Silva       | PT      | 13789 | 2.201   | 1,55%       |
| Francisco Harrisson   | PMDB    | 15015 | 2.167   | 1,53%       |
| Manoel Badke          | DEM     | 25789 | 2.122   | 1,50%       |
| Leopoldo Ochulaki     | PSB     | 40123 | 2.067   | 1,46%       |
| Daniel Diniz          | PT      | 13630 | 2.008   | 1,42%       |
| Pastor João Chaves    | PSDB    | 45123 | 1.902   | 1,34%       |
| Deili Granvile        | PTB     | 14499 | 1.797   | 1,27%       |
| Cida Brizola Mayer    | PP      | 11111 | 1.759   | 1,24%       |
| Jorge Trindade        | REDE    | 18678 | 1.670   | 1,18%       |
| Ovídio Mayer          | PTB     | 14000 | 1.563   | 1,10%       |
| Marta Helena Zanella  | PMDB    | 15115 | 1.404   | 0,99%       |